# Bodo Battenberg
Bodo Kurt Battenberg (Münster, 20 de mayo de 1963) es un jinete alemán que compitió en la modalidad de concurso completo. Ganó una medalla de plata en el Campeonato Europeo de Concurso Completo de 1999, en la prueba por equipos.

## Palmarés internacional
| Campeonato Europeo | Campeonato Europeo   | Campeonato Europeo | Campeonato Europeo |
| Año                | Lugar                | Medalla            | Categoría          |
| ------------------ | -------------------- | ------------------ | ------------------ |
| 1999               | Luhmühlen (Alemania) | Medalla de plata   | Por equipos        |